# Singelloop Utrecht

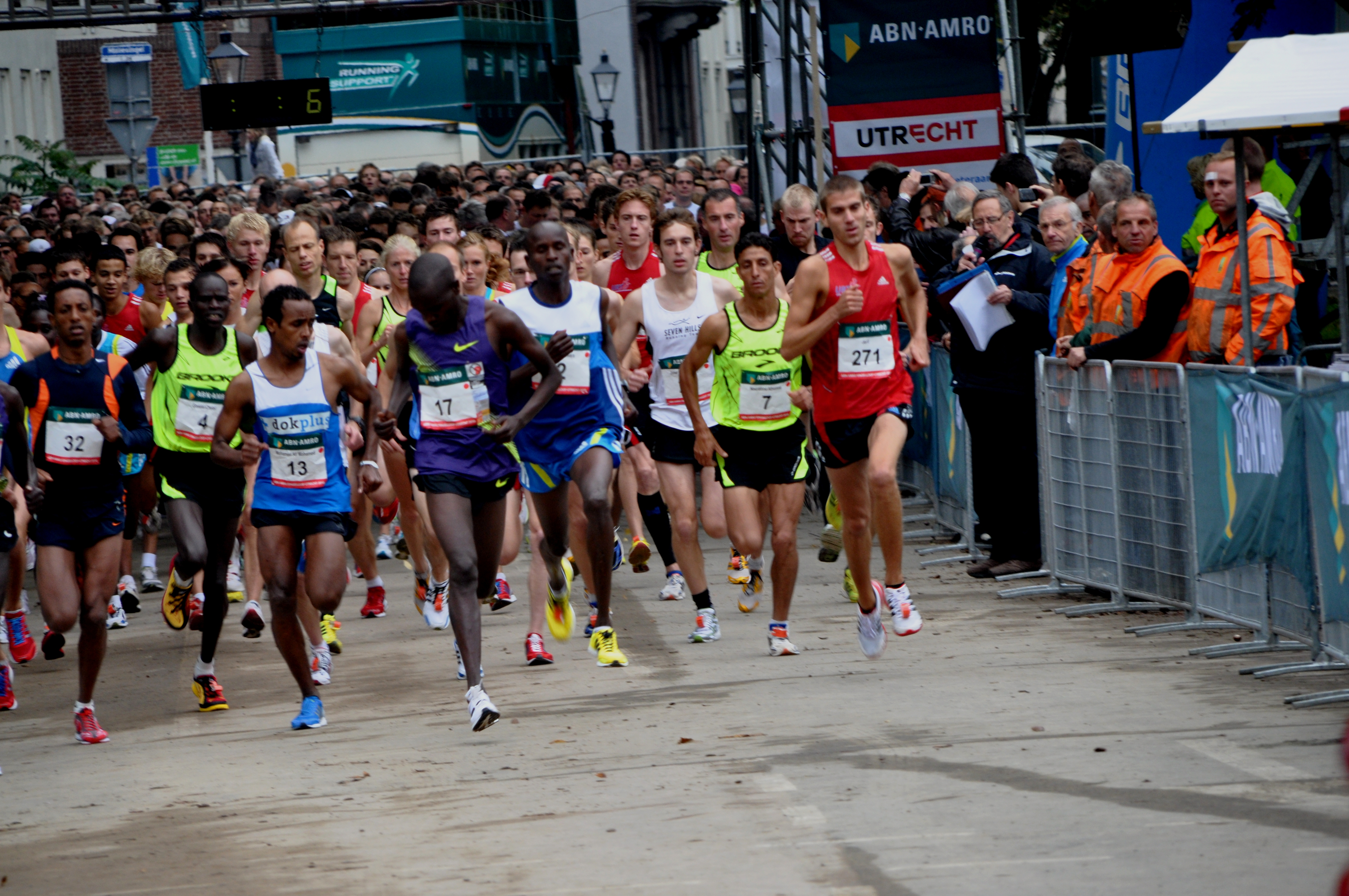
Бегуны на дистанции в 2010 году

Singelloop Utrecht — ежегодный 10-километровый шоссейный пробег, который проходит в городе Утрехт, Нидерланды. Проводится по улицам города, обычно в сентябре или октябре. Впервые соревнования прошли в 1925 году под названием Utrecht Canal Run. В те годы длина дистанции составляла 4700 метров. Не проводились в 1940-1946 годы из-за Второй мировой войны. Также пробег был отменён в 1950 и 1955 годах. С 1956 по 2000 год пробег регулярно проводился. В 1978 году длина трассы приобрела нынешние 10 километров, 2 круга по 5 километров. 
В 2010 году кенийский стайер Леонард Комон установил мировой рекорд — 26:44.

## Победители
Рекорд трассы
| №                                              | год                                            | Победитель у мужчин                            | Время (м:с)                                    | Победитель у женщин                            | Время (м:с)                                    |
| С 1925 по 1998 год список победителей неполный | С 1925 по 1998 год список победителей неполный | С 1925 по 1998 год список победителей неполный | С 1925 по 1998 год список победителей неполный | С 1925 по 1998 год список победителей неполный | С 1925 по 1998 год список победителей неполный |
| ---------------------------------------------- | ---------------------------------------------- | ---------------------------------------------- | ---------------------------------------------- | ---------------------------------------------- | ---------------------------------------------- |
| 55-й                                           | 1999                                           | Марк Вандерстратен (BEL)                       | 46:39                                          | Лисбет Ван Де Хьювел (NED)                     | 58:54                                          |
| 56-й                                           | 2000                                           | Мохамед Бэкет (PLE)                            | 45:55                                          | Инек Мейер (NED)                               | 58:28                                          |
| С 2001 по 2006 год не проводился               |                                                |                                                |                                                |                                                |                                                |
| 57-й                                           | 2007                                           | Марк Тануи (KEN)                               | 27:52                                          | Лорна Киплагат (NED)                           | 32:05                                          |
| 58-й                                           | 2008                                           | Сэмми Китвара (KEN)                            | 27:44                                          | Моника Чепкоэч (KEN)                           | 32:01                                          |
| 59-й                                           | 2009                                           | Леонард Комон (KEN)                            | 27:10                                          | Надиа Эджифани (ITA)                           | 32:37                                          |
| 60-й                                           | 2010                                           | Леонард Комон (KEN)                            | 26:44 WR                                       | Ркиа Эль-Муким (MAR)                           | 32:51                                          |
| 61-й                                           | 2011                                           | Филип Лангат (KEN)                             | 27:28                                          | Уинни Джепкемои (KEN)                          | 31:31                                          |
| 62-й                                           | 2012                                           | Чарльз Черуйот (KEN)                           | 28:22                                          | Миранда Бунстра (NED)                          | 34:05                                          |
| 63-й                                           | 2013                                           | Тимоти Кипту (KEN)                             | 28:25                                          | Джойс Чепкируи (KEN)                           | 31:20                                          |
| 64-й                                           | 2014                                           | Дэвид Когеи (KEN)                              | 28:46                                          | Люси Мачариа (KEN)                             | 32.26                                          |